# Associazione Sportiva Dilettantistica Torviscosa
Maillots
L'Associazione Sportiva Dilettantistica Torviscosa, plus couramment abrégée en Torviscosa, est un club italien de football fondé en 1942 et basé dans la ville de Torviscosa, au Frioul-Vénétie Julienne.
Le club joue ses matchs à domicile au Stade Beppino Tonello, doté de 1 500 places.

## Histoire
Le club de la ville de Torviscosa est directement lié à la grosse usine de la ville de SNIA Viscosa, et ce dès sa création.
Le club, crée en 1942, participe à la Prima Divisione dès la saison 1943-4.
Après la Seconde guerre mondiale, le club est intégré à la Serie C 1945-46 (il y reste jusqu'en 1947-48).
Le club emménage dans son stade actuel en 1951 (le Stadio Comunale Via Fornelli Di Sotto, aujourd'hui connu sous le nom de Stadio Beppino Tonello). En 1952, le club est relégué en Serie D. Le club fait alors l'ascenseur entre les 4 et 5e divisions nationales tout au long des années 1960 et 1970.